# غار دانیال
غار دانیال یکی از غارهای‌های آبی و رودخانه‌ای ایران است که در رشته کوه البرز قرار دارد. این غار از نظر موقعیت جغرافیایی در بخش سلمان شهر شهرستان عباس‌آباد واقع شده است. طول این غار ۲۱۵۸ متر و عمق آن ۷۴٫۲ متر و ارتفاع دهانهٔ اصلی آن از سطح دریا ۱۶۰ متر می‌باشد و دارای یک دهانه است.
غار دانیال دومین غار بزرگ رودخانه‌ای ایران بعد از غار قوری قلعه روانسر در کرمانشاه می‌باشد. دمای داخلی این غار در طول سال تقریباً یکسان می‌باشد. جریان رودخانه از ابتدای ورود به غار تا بخش انتهایی وجود دارد که از بهم پیوستن چندین جوی و چشمه به وجود می‌آید. عمق این جریان در بخشهای مختلف غار متغیر می‌باشد ولی به‌طور کلی از یک متر تجاوز نمی‌کند. البته چندین گذرگاه و بخش در این غار وجود دارد که در هنگام بارندگی عمق آن‌ها بالا آمده و گذر از آن‌ها تقریباً غیرممکن می‌شود. آب داخل غار از چند چشمه کوچک که از شعب مختلف آن سرچشمه می‌گیرد تأمین می‌شود و کاملاً زلال و از نظر محلولات دارای درصد پایینی بوده و آن را قابل شرب می‌کند. دمای هوای داخل غار حدود ۲۳ درجه سانتیگراد و دمای آب چیزی در حدود ۱۷ درجه است که این دما در تمامی طول سال تقریباً ثابت است. زمان لازم برای پیمایش کامل غار برای یک تیم کوچک و سریع سه و نیم ساعت و برای یک تیم متوسط بین پنج تا هفت ساعت است. جریان رودخانه بجز در چند قسمت محدود بهترین نشانه جهت پیمایش غار می‌باشد. نرسیده به غار دانیال غار کوچکی وجود دارد که مردم محلی آنرا غار کوچیکه می‌خوانند و در تصور آنان این دو غار به همدیگر مرتبط اند اما این مسئله صحت ندارد.

## نشانی
این غار در انتهای روستا دانیال قبل از شیب جاده فرعی دست چپ را داخل شده و تا آخرین ویلا مسیر را ادامه می‌دهیم. از اینجا از ماشین پیاده شده و از رودخانه‌ای که در پایین مشاهده می‌گردد عبور کرده و از سمت چپ رودخانه مسیر رودخانه را تا دومین انشعاب ادامه می‌دهیم. پس از رسیدن به دومین انشعاب مسیر سمت چپ را به سمت بالا تا زیر دیواره‌ای سفید رنگ ادامه می‌دهیم. دهانه غار رو به شمال غربی بوده و درست در زیر این دیواره قرار دارد. غار دانیال بر دیوارهٔ کوه گرده کوه وجود دارد این کوه عموماً از جنگل درخت‌های انجیلی و.. پوشیده شده و اگر مسیر کنار دست غار را به سمت بالا حرکت کنیم و خودمان را به جلوی کوه برسانیم می‌توانیم دره ای سرشار از گیاهان سبز و چشم‌اندازی از چالوس تا رامسر را مشاهده کنیم.

## ویژگی‌های جانوری
زندگی جانوری این غار محدود به پشه، خفاش و آبزیان محدودی از جمله قورباغه و خرچنگ می‌باشد. و نکته جالب اینکه عنکبوت موش شکل مازندران بومی حوالی غار دانیال می‌باشد.

## پیرامون واژه
معنای نام غار دانیال نام نزدیک‌ترین روستا به این غار می‌باشد. از دیگر نام‌های این غار می‌توان به کرد کوی و گرده کوه و چاری اشاره کرد.